# ۷۱۵ (میلادی)

## رویدادها
- سلیمان بن عبدالملک خلیفه اموی پس از ولید بن عبدالملک بر تخت خلافت نشست.
- شیلپریک دوم از دودمان مروونژی‌ها به پادشاهی نوستریا رسید.
- شیلپریک دوم با فریزی‌ها همپیمان شد و به اوسترازیا تاخت.

## مرگ‌ها
تبپی